# Новый Качкашур
Новый Качкашур — опустевшая деревня в Красногорском районе Удмуртской республики.

## География
Находится в северо-западной части Удмуртии на расстоянии приблизительно 12 км на восток-северо-восток по прямой от районного центра села Красногорское.

## История
Известна была с 1891 года как починок
Новокачкашурский (Вновь Ягошурский), в 1905 году 15 дворов, в 1924 (уже деревня Ново-Качкашур) — 28. Современное название с 1935 год. До 2021 года входила в состав Архангельского сельского поселения. По состоянию на 2020 год заброшена.

## Население
Постоянное население составляло 140 человек (1905), 195 (1924, удмурты), не было жителей как в 2002 году, так и в 2012.